# Philippe Chiappe
Philippe Chiappe (né le 21 novembre 1963) est un pilote motonautique français.

## Biographie
Son nom Chiappe est d'origine Italienne d'où est originaire sa famille paternelle.

## Palmarès

### Championnats du monde F1H2O
- 2016 –  Vainqueur
- 2015 –  Vainqueur
- 2014 –  Vainqueur
- 2013 –  3e
- 2012 –  Vice-champion
- 2011 – 5e
- 2010 – 8e
- 2009 – 8e
- 2008 – 7e
- 2007 – 8e
- 2006 – 11e

### Championnats du monde Endurance
- 2017 –  Vainqueur
- 2016 –  Vainqueur
- 2015 –  Vainqueur
- 2014 –  Vainqueur
- 2013 –  Vainqueur
- 2012 –  Vainqueur
- 2011 –  Vainqueur
- 2003 –  Vainqueur

### 24 Heures motonautiques de Rouen

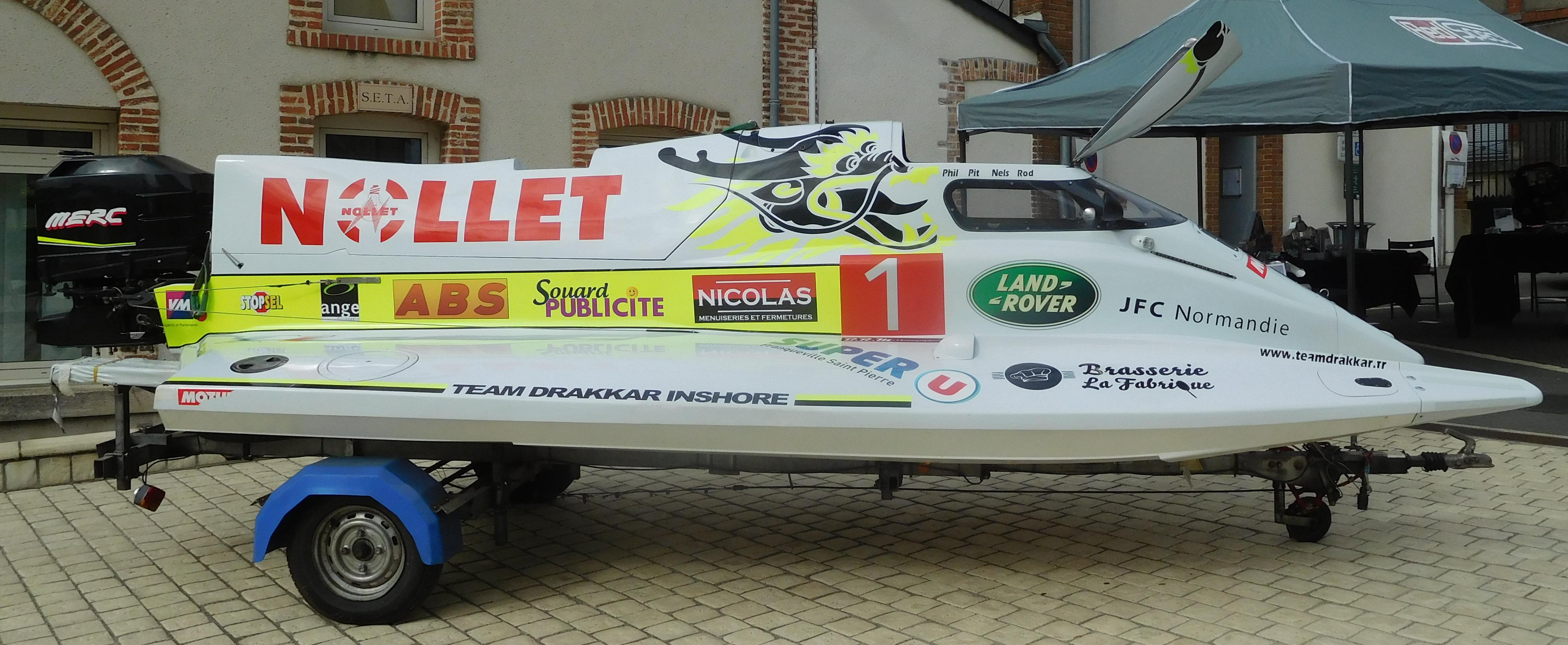
Bateau no 1 du Team Nollet, équipage composé de Philippe Chiappe, Peter Morin, Nelson Morin et Rodolphe Avenel, vainqueur des 24 H de Rouen 2017 en catégorie S1.

- 2017 – Vainqueur
- 2016 – Vainqueur
- 2015 – Vainqueur
- 2014 – Vainqueur
- 2013 – Vainqueur

### Championnats de France
- 2014 – S3000 Vitesse
- 2006 – S3000